# Lasioptera orientalis
Lasioptera orientalis är en tvåvingeart som beskrevs av Rao 1956. Lasioptera orientalis ingår i släktet Lasioptera och familjen gallmyggor. Inga underarter finns listade i Catalogue of Life.